# Altenheim
Altenheim település Franciaországban, Bas-Rhin megyében. Lakosainak száma 228 fő (2022. január 1.). Altenheim Lupstein, Friedolsheim, Furchhausen, Littenheim, Waldolwisheim és Wolschheim községekkel határos. Környező települések: északnyugatról Waldolwisheim, északkeletről Lupstein, keletről Littenheim, délkeletről Friedolsheim, délről Wolschheim és Maennolsheim, nyugatról pedig Furchhausen.

## Népesség
A település népességének változása:
| Lakosok száma | 210  | 208  | 211  | 212  | 214  | 213  | 221  | 228  | 228  |
|               | 2013 | 2015 | 2016 | 2017 | 2018 | 2019 | 2020 | 2021 | 2022 |

| 1793 | 1800 | 1806 | 1821 | 1831 | 1836 | 1841 | 1846 | 1851 | 1856 | 1861 | 1866 |
| ---- | ---- | ---- | ---- | ---- | ---- | ---- | ---- | ---- | ---- | ---- | ---- |
| 228  | 277  | 309  | 349  | 369  | 370  | 377  | 342  | 346  | 307  | 287  | 297  |
| 1871 | 1875 | 1880 | 1885 | 1890 | 1895 | 1900 | 1905 | 1910 | 1921 | 1926 | 1931 |
| 289  | 297  | 315  | 325  | 316  | 319  | 296  | 324  | 302  | 265  | 269  | 278  |
| 1936 | 1946 | 1954 | 1962 | 1968 | 1975 | 1982 | 1990 | 1999 | 2006 | 2012 |      |
| 293  | 262  | 237  | 224  | 215  | 209  | 226  | 210  | 215  | 217  | 214  |      |